# Patrimônio Mundial na África do Sul
'Lista do Patrimônio Mundial na África do Sul'. A África do Sul ratificou a Convenção do Patrimônio Mundial  da UNESCO em 10 de julho de 1997. Atualmente o país tem 8 (oito) sítios listados como Patrimônio Mundial: 4 (quatro) culturais, 3 (três) naturais e 1 (um) natural transfronteiriço (o sítio abrange uma área que se estende pelo território da África do Sul e do Lesoto).

## Sítios na Lista doPatrimônio Mundial-UNESCO
| Sítio                                               | Imagem | Local                                        | Tipo     | Critério | Ano inscrição | Ano da Estensão | Id     | Região | Área do sítio | Área de proteção | Trans fronteiriço | Em perigo |
| --------------------------------------------------- | ------ | -------------------------------------------- | -------- | -------- | ------------- | --------------- | ------ | ------ | ------------- | ---------------- | ----------------- | --------- |
| Sítios arqueológicos de hominídeos na África do Sul |        | Províncias de Gauteng, Limpopo e do Nordeste | Cultural | iii; vi  | 1999          | 2005            | 915bis | África | nd            | nd               | não               | não       |